# Alain Quispe
Pour les articles homonymes, voir Quispe.
Alain Quispe, né le 4 février 1994, est un coureur cycliste péruvien.

## Biographie
En 2015 et 2016, Alain Quispe participe à plusieurs courses amateurs en France, sous les couleurs du club Bricquebec Cotentin.

## Palmarès sur route

### Par année
- 2010
  -  Champion du Pérou sur route cadets
  - 3e du championnat du Pérou du contre-la-montre cadets
- 2011
  -  Champion du Pérou sur route juniors
  -  Champion du Pérou du contre-la-montre juniors
- 2012
  -  Champion du Pérou sur route juniors
  - 4e étape de la Vuelta Yarinacocha
  - 2e du championnat du Pérou du contre-la-montre juniors
  - 3e de la Vuelta Yarinacocha
- 2013
  - 2e étape de la Clásica Puente Piedra
  - 3ea étape de la Vuelta Orgullo Wanka
  - 2e de la Clásica Puente Piedra
  - 2e du championnat du Pérou sur route espoirs
  - 3e du championnat du Pérou du contre-la-montre espoirs
- 2015
  -  Champion du Pérou sur route espoirs
  - 5e étape du Tour du Pérou
- 2016
  - 4e étape de la Vuelta Orgullo Wanka
  - 3e étape du Tour La Libertad
- 2017
  - 1re étape de la Vuelta Orgullo Wanka
  - Classement général du Tour du Pérou
  - 2e du championnat du Pérou sur route
- 2018
  - 3e du championnat du Pérou sur route
- 2019
  - 8e étape de la Vuelta a Chiriquí
  - 6e étape du Tour du Costa Rica
  - 2e du championnat du Pérou sur route
- 2021
  - 2e du championnat du Pérou sur route
  - 2e du championnat du Pérou du contre-la-montre
- 2022
  - Clásica La Variante de Pasamayo
  - Clásica del Sol Piura :
    - Classement général
    - 1re et 2e étapes
- 2023
  -  Champion du Pérou du contre-la-montre
  - 3e du championnat du Pérou sur route
- 2024
  - 3e du championnat du Pérou du contre-la-montre
- 2025
  - 2e du championnat du Pérou du contre-la-montre

### Classements mondiaux
| Année            | 2017 | 2018 | 2019 | 2020 |
| ---------------- | ---- | ---- | ---- | ---- |
| UCI America Tour | 474e |      | 168e | 142e |

## Palmarès sur piste

### Championnats panaméricains
- Aguascalientes 2018
  - Dixième de la poursuite par équipes[4].
  - 13e de la course scratch[5].

### Championnats du Pérou
- 2018[6]
  -  Champion du Pérou de keirin
  -  Champion du Pérou de l'omnium
  - 2e du kilomètre
  - 2e de la vitesse